# 13705 Llapasset
13705 Llapasset è un asteroide della fascia principale. Scoperto nel 1998, presenta un'orbita caratterizzata da un semiasse maggiore pari a 2,2142304 au e da un'eccentricità di 0,1299270, inclinata di 4,69784° rispetto all'eclittica.
L'asteroide è dedicato all'astronomo amatoriale francese Jean-Marie Llapasset.